# Zorro (film indien, 1975)
Pour les articles homonymes, voir Zorro.
Pour plus de détails, voir Fiche technique et Distribution.
Zorro est un film indien, réalisé par Shibu Mitra et sorti en 1975.

## Fiche technique
- Titre original : Zorro
- Réalisation : Shibu Mitra
- Scénario : Shibu Mitra
- Musique : Kalyanji Anandji
- Pays d’origine : Inde
- Langue originale : Hindi
- Genre : aventure
- Durée : 150 minutes
- Année de sortie : 1975

## Distribution
- Navin Nischol : Rajkumar Gunawar Bahadur Singh / Zorro
- Rekha : Rajkumari Rekha
- Danny Denzongpa : Sher Singh
- Bindu : Nisha
- Om Shivpuri : Maharaj Bahadur Singh
- Urmila Bhatt : la Maharani
- Mukri : Maniram
- Asit Sen : le daroga
- Sudhir : Vikram Bahadur Singh
- Imtiaz Khan : Senapati Shamsher Singh
- Paidi Jairaj : Guruji